# Panacelinae
Los panacelinos (Panacelinae) son una subfamilia de lepidópteros ditrisios de la familia Eupterotidae.

## Géneros
- Cotana - Panacela[1]